# Tomasz Marczyński
Tomasz Krzysztof Marczyński (* 6. März 1984 in Krakau) ist ein ehemaliger polnischer Radrennfahrer. Er galt als Bergspezialist.

## Werdegang
Marczyński, der der von Jugendtrainer Zbigniew Klek, der auch Rafal Majka und Katarzyna Niewiadoma trainierte, begann seine internationale Karriere 2006 bei dem italienischen Professional Continental Team Ceramica Flaminia. Im selben Jahr wurde er polnischer Vizemeister im Straßenrennen. 2007 gewann er die polnische Straßenmeisterschaft, diesen Erfolg konnte er 2011 und 2015 wiederholen. Im Jahr 2011 wurde er außerdem Landesmeister im Einzelzeitfahren. 2008 gewann er eine Etappe der Vuelta a Asturias und damit sein erstes internationales Straßenradrennen. Er vertrat sein Land bei den Olympischen Spielen 2008 und belegte den 83. Platz im Straßenrennen.
2010 und 2011 fuhr Marczyński für das polnische Team CCC Polsat-Polkowice und gewann für diese Mannschaft im Jahr 2010 eine Etappe der Szlakiem Grodów Piastowskich, die  Gesamtwertung und eine Etappe der Tour de Seoul und 2011 neben den Landesmeistertiteln im Straßenrennen und Einzelzeitfahren die Gesamtwertung der Tour of Małopolska.
Seinen ersten Vertrag bei einem UCI ProTeam erhielt Marczyński in den Saisons 2012 und 2013 bei der niederländischen Mannschaft Vacansoleil-DCM, für das er mit dem Giro d’Italia 2012 seine erste Grand Tour bestritt. Er konnte dieses Rennen zwar nicht beenden, belegte aber bei seiner zweiten Grand Tour, der Vuelta a España 2012, Rang 13. Beim UCI-WorldTour-Rennen Polen-Rundfahrt gewann er 2013 die Bergwertung. Nach Auflösung des Vancansoleil-Teams kehrte er 2014 zu CCC Polsat Polkowice zurück, konnte aber nach gesundheitlichen Problemen die Sportliche Leitung nicht überzeugen und wechselte 2015 zum türkischen Continental Team Torku Şekerspor. Für diese Mannschaft gewann Marczyński jeweils die Gesamtwertung der Tour du Maroc und der Tour of Black Sea und wurde zum dritten Mal die polnischer Straßenmeister.
Daraufhin erhielt Marczyński ab 2016 einen Vertrag beim UCI WorldTeam Lotto Soudal. Für seine neue Mannschaft erzielte er bei der Vuelta a España 2017 seine bis dahin wichtigsten internationalen Erfolge: Er gewann im Sprint einer dreiköpfigen Ausreißergruppe die sechste Etappe und als Solist mit 52 Sekunden Vorsprung vor seinen ehemaligen Mitflüchtenden die 13. Etappe.

## Erfolge
2007
- Polnischer Meister – Straßenrennen

2008
- eine Etappe Vuelta a Asturias

2010
- eine Etappe Szlakiem Grodów Piastowskich
- Gesamtwertung und eine Etappe Tour de Seoul

2011
- Gesamtwertung Tour of Małopolska
- Polnischer Meister – Einzelzeitfahren
- Polnischer Meister – Straßenrennen

2013
- Bergwertung Polen-Rundfahrt

2015
- Gesamtwertung und drei Etappen Tour du Maroc
- Gesamtwertung und eine Etappe Tour of Black Sea
- Polnischer Meister – Straßenrennen

2017
- zwei Etappen Vuelta a España

2019
- Bergwertung Tour of Guangxi

## Grand Tours-Platzierungen
| Grand Tour            | 2012 | 2013 | 2014 | 2015 | 2016 | 2017 | 2018 | 2019 | 2020 | 2021 |
| --------------------- | ---- | ---- | ---- | ---- | ---- | ---- | ---- | ---- | ---- | ---- |
| Giro d’ItaliaGiro     | DNF  | –    | –    | –    | –    | 47   | –    | –    | –    | DNF  |
| Tour de FranceTour    | –    | –    | –    | –    | –    | –    | 103  | –    | –    | –    |
| Vuelta a EspañaVuelta | 13   | DNF  | –    | –    | –    | 55   | –    | 74   | 108  | –    |